# Rob Moran
Roberto Morán Martínez (ur. 12 maja 1963 w San Luis Potosí) – amerykański aktor, producent filmowy i telewizyjny.
Od 1987 jest żonaty z Julią Moran, z którą ma dwójkę dzieci.